# Слобозія (Финтинеле, Сучава)
Слобозія (рум. Slobozia) — село у повіті Сучава в Румунії. Входить до складу комуни Финтинеле.
Село розташоване на відстані 349 км на північ від Бухареста, 24 км на схід від Сучави, 90 км на північний захід від Ясс.

## Населення
За даними перепису населення 2002 року у селі проживали 249 осіб, усі — румуни. Усі жителі села рідною мовою назвали румунську.